# Championnat du Swaziland de football 2008-2009
Navigation
Édition précédente Édition suivante
La saison 2008-2009 du Championnat du Swaziland de football est la trente-troisième édition de la Premier League, le championnat national de première division au Swaziland. Les douze équipes engagées sont regroupées au sein d'une poule unique où elles affrontent deux fois leurs adversaires, à domicile et à l'extérieur. En fin de saison, les deux derniers du classement sont relégués et remplacés par les deux meilleurs clubs de deuxième division.
C'est le club de Mbabane Swallows qui remporte la compétition cette saison après avoir terminé en tête du classement final, avec deux points d'avance sur le triple tenant du titre, le Royal Leopards FC et sept sur Mbabane Highlanders. C'est le troisième titre de champion du Swaziland de l'histoire du club.

## Participants
- Mbabane Highlanders
- Manzini Sundowns
- Manzini Wanderers
- Young Buffaloes FC
- Manchester United - Promu de D2
- Mhlambanyatsi Rovers
- Eleven Men in Flight
- Mbabane Swallows
- Umbelebele/Jomo Cosmos
- Malanti Chiefs FC - Promu de D2
- Green Mamba
- Royal Leopards FC

## Compétition

### Classement
Le classement est établi sur le barème de points suivant : victoire à 3 points, match nul à 1, défaite à 0.
| Rang | Équipe                 | Pts | J  | G  | N  | P  | Bp | Bc | Diff |
| ---- | ---------------------- | --- | -- | -- | -- | -- | -- | -- | ---- |
| 1    | Mbabane Swallows       | 46  | 22 | 14 | 4  | 4  | 52 | 32 | +20  |
| 2    | Royal Leopards FCT     | 44  | 22 | 13 | 5  | 4  | 41 | 22 | +19  |
| 3    | Mbabane HighlandersC   | 39  | 22 | 12 | 3  | 7  | 31 | 19 | +12  |
| 4    | Manzini Wanderers      | 35  | 22 | 9  | 8  | 5  | 26 | 20 | +6   |
| 5    | Mhlambanyatsi Rovers   | 35  | 22 | 11 | 2  | 9  | 30 | 31 | -1   |
| 6    | Young Buffaloes FC     | 31  | 22 | 9  | 4  | 9  | 28 | 28 | 0    |
| 7    | Green Mamba            | 30  | 22 | 8  | 6  | 8  | 23 | 23 | 0    |
| 8    | Malanti Chiefs FCP     | 25  | 22 | 5  | 10 | 7  | 30 | 29 | +1   |
| 9    | Umbelebele/Jomo Cosmos | 23  | 22 | 7  | 2  | 13 | 17 | 28 | -11  |
| 10   | Eleven Men in Flight   | 21  | 22 | 5  | 6  | 11 | 19 | 35 | -16  |
| 11   | Manzini Sundowns       | 20  | 22 | 5  | 5  | 12 | 17 | 29 | -12  |
| 12   | Manchester UnitedP     | 17  | 22 | 4  | 5  | 13 | 18 | 36 | -18  |

|  | Qualification pour la Ligue des champions de la CAF 2010                                  |
|  | Qualification pour la Coupe de la confédération 2010                                      |
|  | Relégation directe en deuxième division                                                   |
|  | T : Tenant du titre C : Vainqueur de la Coupe du Swaziland P : Promu de deuxième division |

## Bilan de la saison
| Championnat du Swaziland de football 2008-2009 |                             |
| Champion                                       | Mbabane Swallows (3e titre) |
| Coupes et trophées                             |                             |
| Vainqueur de la Coupe du Swaziland 2008-2009   | Mbabane Highlanders         |
| Qualifications continentales                   |                             |
| Ligue des champions de la CAF 2010             | Mbabane Swallows            |
| Coupe de la confédération 2010                 | Mbabane Highlanders         |
| Promotions et relégations                      |                             |
| Promus en Premier League                       | Moneni Pirates              |
| Promus en Premier League                       | Hub Sundowns                |
| Relégués en First Division League              | Manzini Sundowns            |
| Relégués en First Division League              | Manchester United           |